# ハンソン (バンド)
ハンソン（Hanson）は、3兄弟からなるアメリカのバンド。

## 経歴
1992年、オクラホマ州でアイザック、テイラー、ザックのハンソン3兄弟によって結成された。
1997年5月、アルバム『キラメキ☆MMMBOP』(Middle Of Nowhere) でメジャー・デビュー。ファースト・アルバムからの第1弾シングル「キラメキ☆MMMBOP」が大ヒットし、世界24か国でチャート1位を獲得。当時、フジテレビで深夜に放送されていた音楽番組『BEAT UK』でもUKシングルチャートトップ20でNo.1を獲得した。三男・ザックはアメリカ・イギリスで1位を獲得した史上2番目に若いアーティストとなった。翌1998年のグラミー賞では最優秀レコード賞、最優秀新人賞などにノミネートされた。
小室哲哉はハンソンのメンバーと意気投合し、小室プロデュースのニューシングルの企画が持ち上がっていた。発売こそされなかったが実制作が行われてレコーディングが完了していた。
2003年、それまで所属していたIsland Def Jam Recordsとの契約を解消し、自身のレーベル「3CG Records」を立ち上げた。
2004年11月22日 - 11月26日には初の日本ツアーを東京・大阪・名古屋で行った。

## メンバー

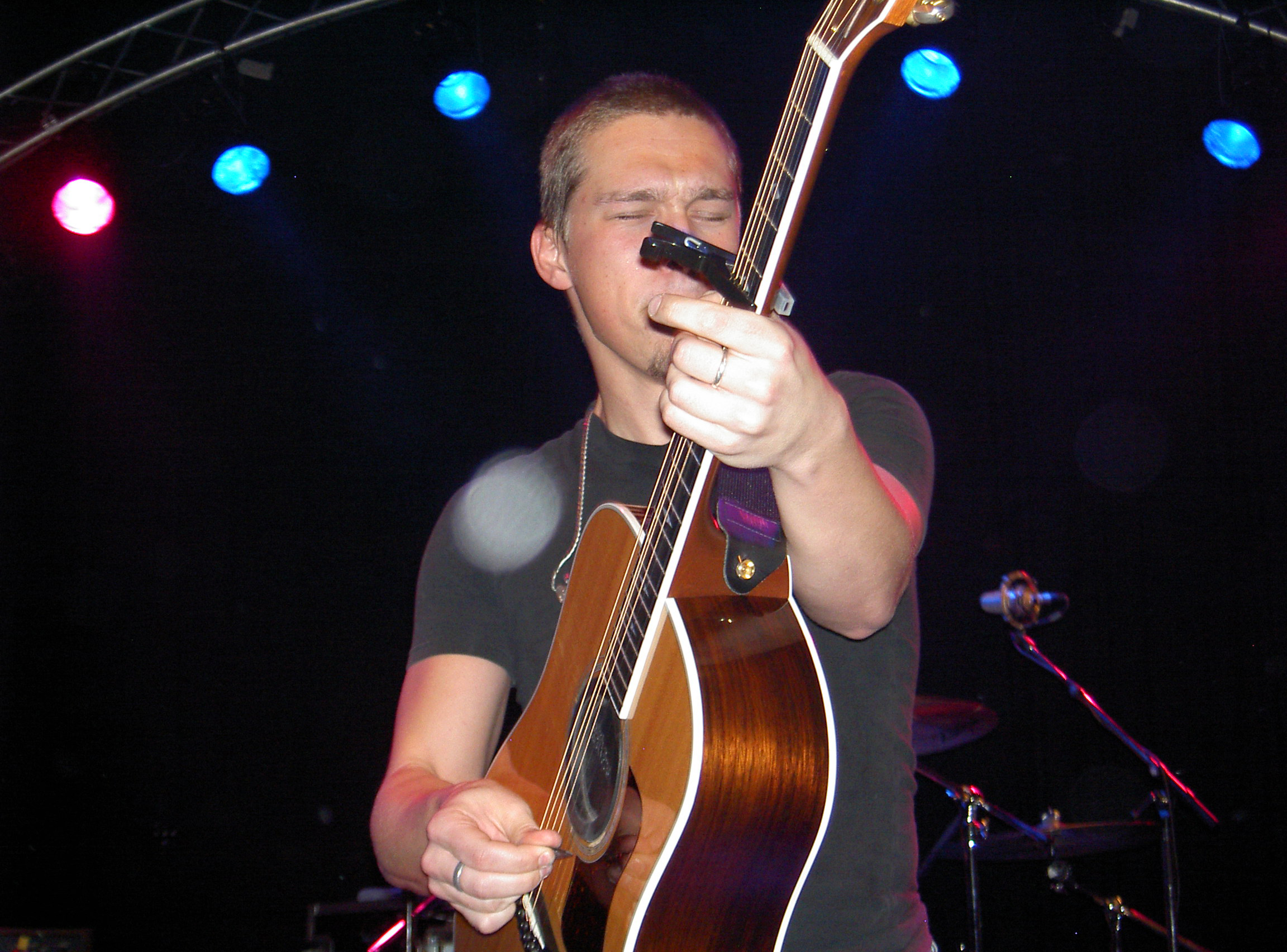
アイザック・ハンソン

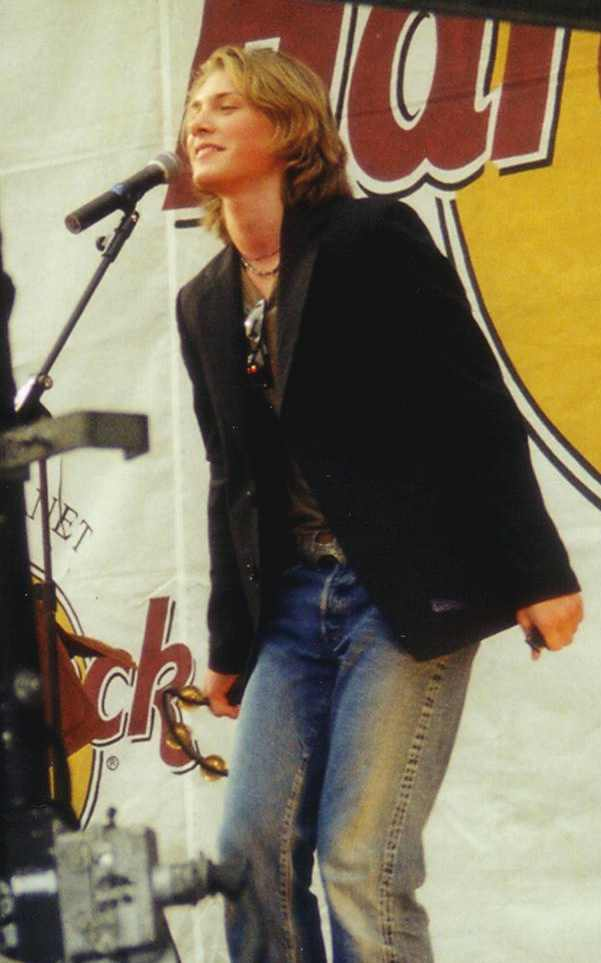
テイラー・ハンソン

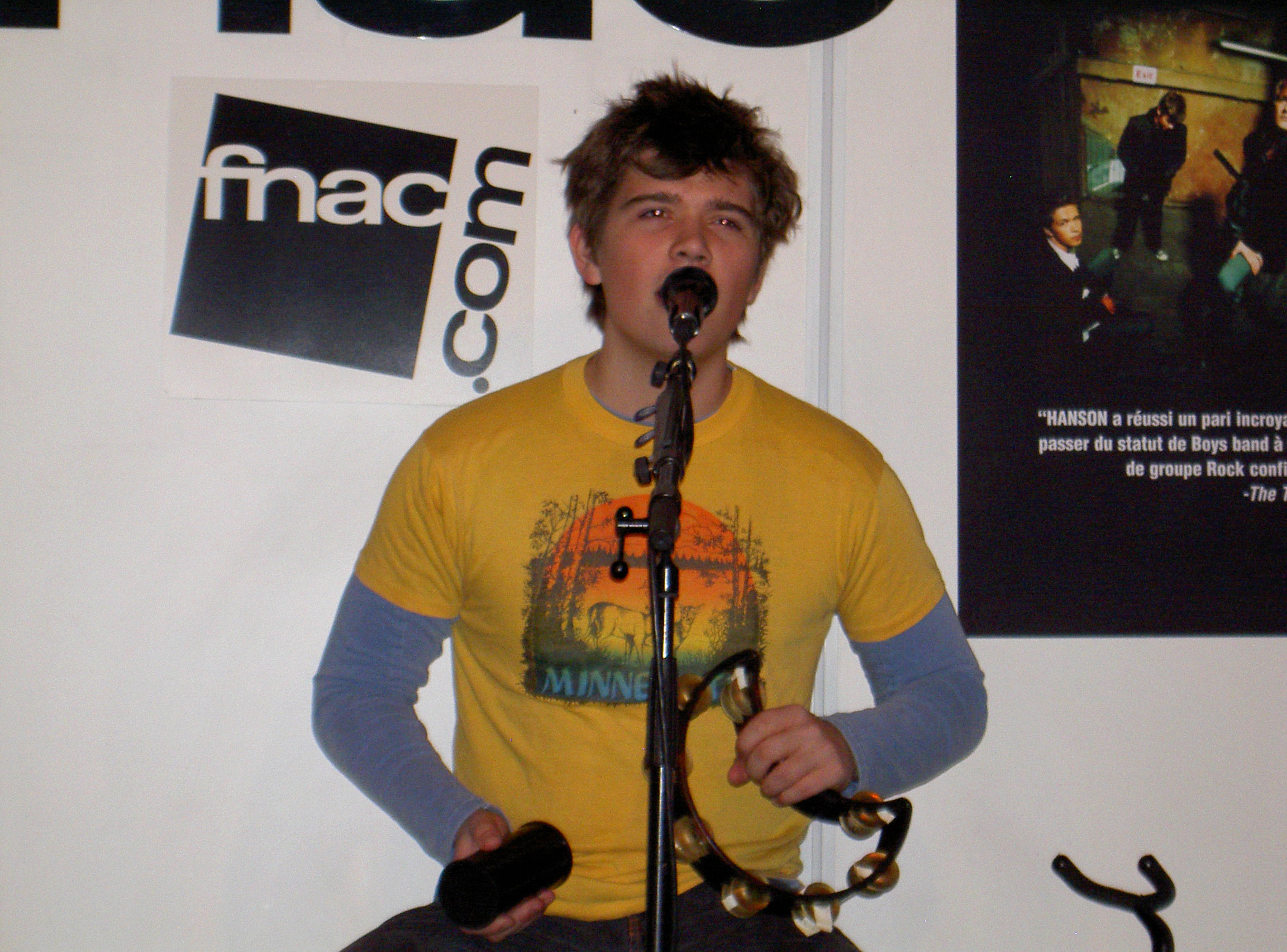
ザック・ハンソン

- アイザック（アイク）・ハンソン（Clarke Isaac Hanson、1980年11月17日 - ）

7人兄弟の長男。オクラホマ州タルサ出身。2006年9月に結婚。ギター、ピアノ、ベース、シンセサイザー。
- テイラー（テイ）・ハンソン（Jordan Taylor Hanson、1983年3月14日 - ）

次男。オクラホマ州タルサ出身。2002年6月に結婚。キーボード、パーカッション（ボンゴ、タンバリン）、ドラム、ギター、ピアノ。2009年にアダム･シュレシンジャー、ジェイムズ・イハ、バン・E・カルロスと結成したバンド「ティンテッド・ウィンドウズ」のボーカルも務めている。
- ザッカリー（ザック）・ハンソン（Zachary Walker Hanson、1985年10月22日 - ）

三男。バージニア州アーリントン出身。2006年6月に結婚。ドラム、パーカッション、ピアノ、ギター。

## ディスコグラフィ

### アルバム
- Boomerang（1995年）※インディーズでリリース
- MMMBop（1996年）※インディーズでリリース
- 『キラメキ☆MMMBOP』 - Middle of Nowhere（1997年）
- 『ポップ&スノー』 - Snowed In（1997年）
- 『アーリー・レコーディング '95-'96 - スリー・カー・ガレージ』 - 3 Car Garage: The Indie Recordings '95-'96（1998年）
- Live From Albertane（1998年）※ライブ・アルバム
- 『ディス・タイム・アラウンド』 - This Time Around（2000年）
- Underneath Acoustic（2003年）※EP
- 『アンダーニース』 - Underneath（2004年）
- 『ザ・ベスト・オブ・ハンソン ライヴ&エレクトリック』 - The Best of Hanson: Live & Electric（2005年）※ライブ・アルバム
- 『ザ・ウォーク』 - The Walk（2007年）
- 『シャウト・イット・アウト』 - Shout It Out（2010年）
- Anthem（2013年）
- Finally It's Christmas（2017年）
- String Theory（2018年）
- Against the World (2021年）
- Red Green Blue (2022年）

## 日本公演
- HANSON ONE NIGHT ACOUSTIC GIG 2004 "UNDERNEATH"
  - 2004年2月9日、原宿アストロホール
- HANSON JAPAN TOUR 2004
  - 2004年11月22日、東京国際フォーラムホールC
  - 2004年11月25日、THE BOTTOM LINE
  - 2004年11月26日、東京国際フォーラムホールC